# Serie del Caribe 2006
La Serie del Caribe 2006 fue la edición número 48 del clásico caribeño, un evento deportivo de béisbol profesional, que se disputó en el Estadio José Bernardo Pérez de la ciudad de Valencia y el Estadio José Pérez Colmenares de la ciudad de Maracay en Venezuela. Esta serie reunió a los equipos de béisbol profesional campeones de los países que integran la Confederación del Caribe: Venezuela, República Dominicana, Puerto Rico y México.
Por primera vez en la historia de este torneo la sede de los partidos fue repartida en dos ciudades, para el mismo se eligió al Estadio José Bernardo Pérez de Valencia-Carabobo y al Estadio José Pérez Colmenares de Maracay-Aragua, siendo sedes en el centro del país ambos estadios. La cercanía entre estas ciudades comunicadas por autopista fue el motivo de la realización del torneo en conjunto.
La Serie se realizó del 2 al 7 de febrero de 2006 y que ganó el representante venezolano, Leones del Caracas. 
Para esta edición, los equipos profesionales clasificados fueron:
- México: Venados de Mazatlán
- Puerto Rico: Gigantes de Carolina
- República Dominicana: Tigres del Licey
- Venezuela: Leones del Caracas

## Sedes
| Ciudad   | Estadio                       | Capacidad |
| -------- | ----------------------------- | --------- |
| Maracay  | Estadio José Pérez Colmenares | 12.647    |
| Valencia | Estadio José Bernardo Pérez   | 16.000    |

## Posiciones
| Pos | Equipo               | J | G | P | PCT   | DIF |
| --- | -------------------- | - | - | - | ----- | --- |
| 1   | Leones del Caracas   | 6 | 6 | 0 | 1.000 | 0   |
| 2   | Tigres del Licey     | 6 | 4 | 2 | .667  | 2   |
| 3   | Gigantes de Carolina | 6 | 2 | 4 | .333  | 4   |
| 4   | Venados de Mazatlán  | 6 | 0 | 6 | .000  | 6   |

## Calendario de partidos
1.er juego, 2 de febrero.
| Equipo                                                 | 1 | 2 | 3 | 4 | 5 | 6 | 7 | 8 | 9 | 10 | 11 | C | H  | E |
| ------------------------------------------------------ | - | - | - | - | - | - | - | - | - | -- | -- | - | -- | - |
| Licey                                                  | 0 | 0 | 2 | 0 | 0 | 1 | 1 | 0 | 0 | 0  | 1  | 5 | 11 | 1 |
| Carolina                                               | 0 | 0 | 3 | 0 | 0 | 0 | 0 | 1 | 0 | 0  | 0  | 4 | 12 | 1 |
| G: E. Ramos (1-0); P: F. Báez (0-1); SV: R. Colón (1). |   |   |   |   |   |   |   |   |   |    |    |   |    |   |
| HR: DOM - P. Valdez (1).                               |   |   |   |   |   |   |   |   |   |    |    |   |    |   |

2.º juego, 2 de febrero.
| Caracas                                     | 0 | 0 | 0 | 3 | 1 | 0 | 4 | 2 | 7 | 17 | 21 | 2 |
| Mazatlán                                    | 0 | 0 | 0 | 0 | 0 | 1 | 0 | 0 | 0 | 1  | 4  | 1 |
| G: J. González (1-0); P: P. Ortega (0-1).   |   |   |   |   |   |   |   |   |   |    |    |   |
| HR: VEN - R. Hernández (1), A. Cabrera (1). |   |   |   |   |   |   |   |   |   |    |    |   |

3.er juego, 3 de febrero.
| Licey                                                    | 0 | 0 | 0 | 6 | 0 | 0 | 2 | 0 | 2 | 10 | 11 | 2 |
| Mazatlán                                                 | 0 | 0 | 4 | 0 | 0 | 0 | 0 | 2 | 0 | 6  | 11 | 1 |
| G: W. Chávez (1-0); P: F. Campos (0-1); SV: J. Sosa (1). |   |   |   |   |   |   |   |   |   |    |    |   |
| HR: DOM - M. Tejada (1); MEX - E. González (2).          |   |   |   |   |   |   |   |   |   |    |    |   |

4.º juego, 3 de febrero.
| Caracas                                                     | 0 | 6 | 0 | 0 | 0 | 0 | 0 | 0 | 0 | 6 | 11 | 0 |
| Carolina                                                    | 0 | 0 | 0 | 1 | 0 | 0 | 0 | 0 | 0 | 1 | 10 | 1 |
| G: O. Trías (1-0); P: J. Magrane (0-1); SV: H. Navarro (1). |   |   |   |   |   |   |   |   |   |   |    |   |
| HR: VEN - M. Scultaro (1)                                   |   |   |   |   |   |   |   |   |   |   |    |   |

5.º juego, 4 de febrero.
| Carolina                                                   | 0 | 4 | 1 | 1 | 1 | 0 | 2 | 0 | 1 | 10 | 14 | 2 |
| Mazatlán                                                   | 1 | 0 | 5 | 0 | 1 | 0 | 2 | 0 | 0 | 9  | 18 | 3 |
| G: I. Maldonado (1-0); P: J. L. García (0-1).              |   |   |   |   |   |   |   |   |   |    |    |   |
| HR: PR - L. Figueroa (1), E. Guzmán (1), V. Rodríguez (1). |   |   |   |   |   |   |   |   |   |    |    |   |

6.º juego, 4 de febrero.
| Caracas                                                         | 0 | 0 | 0 | 0 | 1 | 1 | 5 | 4 | 0 | 11 | 15 | 0 |
| Licey                                                           | 2 | 1 | 1 | 1 | 1 | 1 | 1 | 1 | 0 | 9  | 15 | 0 |
| G: J.C. Ovalles (1-0); P: R. Colón (0-1); SV: F. Rodríguez (1). |   |   |   |   |   |   |   |   |   |    |    |   |
| HR: VEN - H. Blanco (1), A. Cabrera (2), A. González (1)        |   |   |   |   |   |   |   |   |   |    |    |   |

7.º juego, 5 de febrero.
| Carolina                               | 0 | 0 | 0 | 0 | 0 | 2 | 0 | 0 | 0 | 2 | 6 | 2 |
| Licey                                  | 0 | 2 | 0 | 1 | 0 | 0 | 6 | 0 | X | 9 | 9 | 1 |
| G: D. Tamayo (1-0); P: J. Matos (0-1). |   |   |   |   |   |   |   |   |   |   |   |   |
| HR: Ninguno.                           |   |   |   |   |   |   |   |   |   |   |   |   |

8.º juego, 5 de febrero.
| Equipo                                  | 1 | 2 | 3 | 4 | 5 | 6 | 7 | 8 | 9 | 10 | C | H | E |
| --------------------------------------- | - | - | - | - | - | - | - | - | - | -- | - | - | - |
| Mazatlán                                | 0 | 1 | 0 | 0 | 0 | 0 | 0 | 0 | 2 | 0  | 3 | 6 | 0 |
| Caracas                                 | 0 | 0 | 0 | 1 | 1 | 1 | 0 | 0 | 0 | 1  | 4 | 9 | 0 |
| G: M. Zárate (1-0); P: I. Flores (0-1). |   |   |   |   |   |   |   |   |   |    |   |   |   |
| HR: VEN - R. Hernández (2).             |   |   |   |   |   |   |   |   |   |    |   |   |   |

9.º juego, 6 de febrero.
| Licey                                                   | 0 | 0 | 0 | 0 | 0 | 2 | 0 | 1 | 0 | 3 | 11 | 1 |
| Mazatlán                                                | 0 | 0 | 0 | 0 | 1 | 0 | 0 | 0 | 0 | 1 | 3  | 1 |
| G: D. Cabrera (1-0); P: W. Silva (0-1) SV: J. Sosa (2). |   |   |   |   |   |   |   |   |   |   |    |   |
| HR: Ninguno.                                            |   |   |   |   |   |   |   |   |   |   |    |   |

10.º juego, 6 de febrero.
| Carolina                                 | 1 | 0 | 0 | 0 | 0 | 0 | 0 | 0 | 0 | 1 | 2 | 4 |
| Caracas                                  | 0 | 0 | 1 | 0 | 0 | 1 | 2 | 1 | 0 | 5 | 9 | 0 |
| G: A. Vargas (1-0); P: W. Collazo (0-1). |   |   |   |   |   |   |   |   |   |   |   |   |
| HR: VEN - R. Gotay (1), R. Álvarez (1)   |   |   |   |   |   |   |   |   |   |   |   |   |

11.º juego, 7 de febrero.
| Mazatlán                                        | 0 | 0 | 1 | 0 | 0 | 1 | 0 | 0 | 0 | 2 | 3  | 0 |
| Carolina                                        | 1 | 0 | 0 | 0 | 0 | 0 | 1 | 0 | 1 | 3 | 12 | 1 |
| G: O. Román (1-0); P: J. L. García (0-2).       |   |   |   |   |   |   |   |   |   |   |    |   |
| HR: MEX - T. Hubbard (1); PR - J. Valentín (1). |   |   |   |   |   |   |   |   |   |   |    |   |

12.º juego, 7 de febrero.
| Licey                                             | 2 | 0 | 0 | 1 | 0 | 0 | 1 | 0 | 0 | 4 | 7 | 2 |
| Caracas                                           | 0 | 0 | 0 | 1 | 0 | 2 | 0 | 0 | 2 | 5 | 8 | 1 |
| G: V. Moreno (1-0); P: J. Sosa (0-1).             |   |   |   |   |   |   |   |   |   |   |   |   |
| HR: DOM - S. Martínez(1); VEN - R. Hernández (3). |   |   |   |   |   |   |   |   |   |   |   |   |

| Bandera de Venezuela       |
| Campeón Leones del Caracas |
| Segundo título             |